# Wasp (motorfietsmerk)
Wasp is een Brits merk van motorfietsen en zijspancombinaties.
De bedrijfsnaam is Wasp Motorcycles, South Newton, Wiltshire, England.
Brits bedrijf van Robin Rhind-Tutt dat in 1964 begon met de productie van cross-zijspancombinaties. Dat gebeurde toen er verzoeken binnen kwamen op replica's te maken van een succesvolle enduro- en grasbaan-zijspancombinatie die Robin Rhind-Tutt - toen nog in dienst van het Britse ministerie van defensie - gemaakt had. De eerste zijspancross-combinaties werden voorzien van Norton-motoren. De Wasp-crosscombinatie werden snel populair het het merk won in 1971 het Europees kampioenschap zijspancross. In de jaren daarna werden acht Europese- en wereldtitels behaald en in 1972 waren de eerste acht combinaties in het wereldkampioenschap van het merk Wasp.
In het begin van de jaren tachtig werd door John Hardcastle een eigen 1000 cc tweecilinder-viertaktblok ontwikkeld.
Later specialiseerde Wasp zich in de productie van schommelvoorvorken voor zijspancombinaties en klassieke frames voor crossmotoren, trialmotoren en zijspancrosscombinaties.